# Dancarte
Dancarte jest grupą teatralno-taneczną reprezentującą nowoczesną scenę artystyczną Angoli. Została utworzona w 1998 r. z inicjatywy absolwentek wyższych szkół tanecznych w Luandzie i w Lizbonie - Monicy Anapaz i Rity Oliveira Cayolla. Artystki indywidualnie szkolą tancerzy współtworzących zespół, a ponadto prowadzą działalność edukacyjną o wspomnianym profilu. 
Inspiracją przy inscenizacji przedstawień "Dancarte" jest niezależny i eksperymentalny teatr współczesny, w tym między innymi teatr Jerzego Grotowskiego, a także elementy angolskich tradycyjnych przedstawień tanecznych. Podstawowym narzędziem pracy jest człowiek, ruch oraz poezja, wkomponowane w ekspresywną muzykę Jeana Franco, Coldcut czy Gottan Project. 
Dotychczasowe pozaedukacyjne osiągnięcia "Dancarte" to cztery przedstawienia, będące studium rzeczywistości współczesnej Angoli :  Pasażerowie (Passagens), Siła pragnienia (A Forca de um Desejo), Podróż (Viajar) oraz Tryptyk (Triptico). Drugie z wymienionych przedstawień jest zarazem hołdem ku czci bohatera narodowego Angoli- Agostinho Neto, którego twórczość literacka wywarła wpływ na tancerzy. 
W maju 2005 "Dancarte" zaprezentował w Teatrze Dramatycznym w Warszawie próbkę swojej twórczości w postaci kompilacji ww. przedstawień. Odbyło się to w  ramach "Dni Afryki" Orietalia 2005 Uniwersytetu Warszawskiego we współpracy z Ambasadą Republiki Angoli w RP oraz dzięki inicjatywie ze strony Ambasady Polskiej w Angoli. 
Skład zespołu "Dancarte":
- Reżyseria, produkcja i choroeografia: 	Monica Anapaz i Rita Oliveira
- Taniec: 	Monica Anapaz, Rita Oliveira, Tchissola Monteiro, Surinema Satyro, Nelson Pedro, Salviano Salwador, Luis Numa, Carlos Salvador
- Oświetlenie: 	Andre Vaz
- Scenografia: 	Pedro Campelo